# Il Grido del Popolo
Il Grido del Popolo ("Folkets rop") är en italienskspråkig socialistisk veckotidning, grundad år 1892 av syndikalisten Vittorio Chenal (1863–1933). Under en kort period, 1907–1908, utgavs tidningen dagligen. Den marxistiske filosofen Antonio Gramsci (1891–1937) var redaktör och ansvarig utgivare för Il Grido del Popolo från 1917 till 1918.